# Buitinga ruhiza
Buitinga ruhiza là một loài nhện trong họ Pholcidae. Loài này được phát hiện ở Oeganda.